# R2-D2
R2-D2 (röviden: R2, néha: Artu vagy Artu Detu), (ejtsd: artu-ditu) asztrodroid George Lucas Csillagok háborúja univerzumában. Egyike azoknak a karaktereknek, akik a hétrészes filmeposz mindegyik részében szerepelnek. Az R2 sorozat leghíresebb darabja. A másik robottal, C-3PO-val együtt az egyik leghíresebb duó a filmtörténetben. Mint az asztrodroidok többsége, nagyon intelligens, sőt R2-D2 különleges módon képes emberi megnyilvánulásokra is. Bár képes félelmet érezni, gondolkodás nélkül gazdái segítségére siet, ha azok bajba kerülnek, és roppant találékony mindenféle probléma megoldásában, akár a birodalmi számítógépes hálózatba való betörésről, akár pár ellenséges óriás harci robot semlegesítéséről van szó. Bár mellékszereplő a filmekben, valójában nagyon jelentős szerepe van a cselekmény előrevitelében: számos esetben közvetlenül vagy közvetve az ő cselekedetei révén jön a bonyodalom, számos esetben viszont az ő szakértelme és lélekjelenléte – ha szabad egy robotnak az utóbbit tulajdonítani – menti meg a főhősöket.

## Leírása
- Típus: R2-es asztrorobot
- Gyártó cég: Industrial Automaton (Ipari Automatakartell), Nubia
- Magasság: 1,09 méter
- Kialakítás: Tömzsi hengeres test, 360°-ban elfordítható fejrésszel, 3 láb kerékszerű görgőkkel (2 oldalt és egy alsó, repülőgép-futóműszerűen a testbe visszahúzható)
- Mozgás: Szervomotor hajtotta görgős lábak, szükség esetén sugárhajtóművel lebegés vagy nagy sebességű repülés (az utóbbi egyedi fejlesztés Anakin Skywalker (egykori gazda) által)
- Funkciók, ellátható feladatok:
  - Vezérlés és kommunikáció a legkülönfélébb fejlettségű és bonyolultságú számítógépes és kibernetikai rendszerekkel (pl. alacsonyabb fokozatú munkadroidok, párafarm-vezérlő automatika, hajók és bázisok központi számítógépei, stb.), az emberi gazdák parancsainak átadása, részleges kidolgozása
  - Űrrepülőeszközök és hasonló fejlett technikai berendezések vészjavítása és kiszolgáló alrendszereinek vezérlése
  - Másodpilótaság hiperűrugrásra képes többpilótás vadászgépekben
  - Bonyolult szervezettségű és fontos információk tárolása, és főképp az emberi gazda akadályoztatása eseteiben, ezek közvetítése (pl. haditervek, vészhívások, küldetésnaplók)
- Kommunikáció módja: Elektronikus csipogása megértéséhez a legtöbb ember számára protokolldroidra, vagy fordítógépre (pl. hajószámítógép) van szükség – habár maga a nyelv ember számára is érthetően megtanulható (ld. pl. Anakin Skywalker).
- Egyéb jellemzők:
  - Termokapszuláris külső váz, tartós és erős borítása jól ellenáll a különleges igénybevételeknek, pl. az űrbeli nagyon magas vagy nagyon alacsony nyomásnak, hőmérsékletnek, vagy enyhébb sérüléseknek csatákban (teljes lőfegyver-, sőt hajóágyú-találat esetén is javítható marad)
  - Rendkívül hűséges.
  - Rendkívül intelligens, találékony, és bátor, a bonyolultabb, veszélyes, stresszel járó feladatokat is hatékonyan, gyorsan és meglepő önállósággal képes végrehajtani, függetlenül ezek veszélyességétől.
- Érzékeny, az emberi képességeket jóval meghaladó szenzorok és nagy hatótávolságú (csillagközi) holokommunikációs adó-vevő berendezés a fejrészbe építve
- Egyedi fegyverek: R2 eredetileg teljesen hasonlított társaira, de amikor megismerte Anakin, egyre inkább ragaszkodott hozzá. Élőlényként bánt vele, és sose hagyta, hogy baja essen, de hogy ő maga is megvédhesse magát, először beépített egy sugárhajtóművet a lábaiba, később már sokkolót, periszkópot, és egy körfűrészt is kapott. Az asztroszer a történet közepe felé már rendelkezett minden újítással, mint a robotkarok, a fénykard-tároló egység, és mindenféle szerkezet, amit kis kék burkolata rejt.

## Az előzménytrilógiában
A Csillagok háborúja I: Baljós árnyak című epizódban R2-D2 a Naboo bolygón él Padmé Amidala királynő (államfő) szolgálatában. Amikor a királynő menekülni kényszerült a bolygót megszálló Kereskedelmi Szövetség képviselői elől, Artu épp a királyi luxusűrhajón teljesített karbantartói szolgálatot, amin Amidala menekülni kényszerült Artu pedig titokban elment. A szövetség Lucrehulk osztályú csatacirkálói szétlőtték az űrhajó energiapajzsát, és megrongálták a hiperhajtóművet, ám Artu nem törődve azzal, hogy társait sorra kilövik, sebtiben rendbehozta úgy a sérült részt, hogy a hercegnő és kísérete elillanhasson egészen a Peremvidéken lévő Tatuin bolygóig, ahol meg kellett állniuk, hogy elvégezzék a szükséges javításokat. A kis karbantartódroidot kitüntetésben részesítették, és helyt kapott a hercegnő kíséretében.
Artu a Tatuin bolygón ismerkedett meg későbbi társával, C-3PO-val, valamint egy kisfiúval, Anakin Skywalkerrel. Amikor kitört a Naboo felszabadításáért szervezett felkelés, a visszatérő Amidala vezetésével, Artu és Anakin egy nabooi űrvadászgépben rejtőztek el, ám a robotpilóta hirtelen bekapcsolt, és a bolygó felett tomboló űrcsatába irányította őket. Artu és Anakin hamarosan átvették az uralmat a vadászgép felett, ám ekkor már a harc közepében jártak. Az őket üldöző keselyűdroidok elől menekülve kényszerleszállást kellett végrehajtaniuk a szövetségi Lucrehulk vezérhajó, a Saak'ak fedélzetére, ahol bekapcsolták a protontorpedó-vetőt és eltalálták a hajó rosszul védett főreaktorát. Mivel a hajóról vezérelték a Naboot megszálló droidseregeket, a vezérhajó pusztulásával azok is megbénultak, így sikerült felülkerekedni a Kereskedelmi Szövetség megszálló erőin. Ebben tehát ismét szerepe volt R2-D2-nek.
A Csillagok háborúja II: A klónok támadása című részben R2 még mindig Padmé Amidala szolgálatában áll, és csatlakozik Anakinhoz és Padméhoz, akik a Naboon rejtőznek el, mikor a nő élete veszélybe kerül. Szintén velük tart, amikor Anakin megpróbálja megmenteni az édesanyját. Itt újra találkozik C-3PO-val, és ketten számos kalandba keverednek a Geonosis bolygón. Ő és C-3PO az egyedüli tanúi Anakin Skywalker és Padmé Amidala titkos esküvőjének.
A Csillagok háborúja III: A Sith-ek bosszúja című epizódban R2 segít Anakinnak és Obi-Wan Kenobinak megmenteni Palpatine kancellárt, aki Dooku gróf hajóján raboskodik, de igazán ebben a részben nem játszik fontos szerepet. R2 megérzi, hogy Anakinnal valami nem stimmel, de még ő is tanácstalan. Később C-3PO memóriáját kitörlik, hogy sikeresen elrejthessék Luke Skywalkert és Leia Organát az apjuk elől, aki időközben átállt a sötét oldalra, és felvette a Darth Vader nevet. Mivel azonban R2 nem tud beszélni, az ő memóriáját nem törölték ki, így ő az egyedüli, aki ismeri a Skywalker család történetét. Az ikrek elrejtése után R2 Raymus Antilles kapitány tulajdonába kerül C-3PO-val együtt.

## Az eredeti trilógiában
A Csillagok háborúja IV epizódban R2-D2 és C-3PO Leia hercegnővel Raymus Antilles kapitány hajóján utaznak, amelyet a császári rohamosztagosok megtámadnak. Leia hercegnő sietve egy segélykérő hologramos üzenetet és a legpusztítóbb birodalmi fegyver, a Halálcsillag adatait rejti el R2-ban. A kis robot társával, C-3PO-val együtt mentőkabinban elhagyják a hajót, és a Tatuin bolygón landolnak. Itt mindketten a dzsavák fogságába esnek, ezt követően egy véletlen folytán Luke Skywalker tulajdonába kerülnek, majd kiderül, hogy az R2-ban elhelyezett üzenetet a kis robotnak el kell juttatnia egy Ben Kenobi nevű emberhez. Az üzenet fontosságára jellemző, hogy R2 megszökik új gazdájától, Luke-tól, és egyedül nekivág megkeresni Kenobit. Miután sikeresen továbbítja az üzenetet, a két robot Luke-kal és Ben Kenobival elindul keresni valakit, aki eljuttatja őket az Alderaan rendszerbe. Ekkor ismerkednek meg Han Solóval és Csubakkával, akikkel együtt sikeresen megmentik Leia hercegnőt a birodalmiak fogságából. R2 memóriaegységeiből előhívják a Halálcsillag adatait, melynek segítségével a Lázadók kidolgoznak egy stratégiát a fegyver megsemmisítésére.
A Yavini csata során Luke hajóján utazik, hogy folyamatosan ki tudja javítani a támadások okozta sérüléseket. A csata során R2-t kilövik – C-3PO felajánlja bármely alkatrészét, hogy rendbe tudják hozni a barátját -, de az ünnepségre sikerül helyreállítaniuk a szakembereknek.
A Csillagok háborúja V: A Birodalom visszavág című epizódban R2 csatlakozik Luke Skywalkerhez, akivel a Dagobah bolygóra utaznak, hogy megkeressék Yoda mestert, az utolsó jedit. A film végén Luke-kal a Bespinre utazik, és megmenti a darabokra szedett C-3PO-t, és ugyancsak ebben a részben megjavítja a hiperhajtóművet, így a csapatnak az utolsó pillanatban sikerül elmenekülnie a Császárság elől.
A Csillagok háborúja VI: A Jedi visszatér című részben nagy szerepe van abban, hogy a csapatnak sikerül megmentenie Han Solót Jabba palotájából, majd a film végén abban, hogy a Felkelők sikerrel legyőzzék a Császárságot az Endor bolygón.

## R2-D2 megmenti a helyzetet
A filmeposz valamennyi részében R2-D2 megmenti valamelyik főhős életét:
- Csillagok háborúja I: Baljós árnyak: Artu megjavítja a királynő űrhajóját, lehetővé téve ezzel a Naboo bolygóról való szökést az ottani blokád alól. Ezzel megmenti Qui-Gon, Obi-Wan, és Padmé életét.
- Csillagok háborúja II: A klónok támadása: Megállítja a droidállomány gyártását, megmenti Padmé Amidala életét és visszahelyezi C-3PO fejét a testére a geonosisi csatában. Habár Ő löki le C-3PO-t, ami miatt egy másik droidra kerül a feje.
- Csillagok háborúja III: A Sith-ek bosszúja: R2 megmenti Anakin Skywalkert egy droidtól, valamint segítséget nyújt Anakinnak és Obi-Wan Kenobinak abban, hogy megmentsék Palpatine-t.
- Csillagok háborúja IV: Egy új remény: R2 levetíti Obi-Wannak Leia Organa segítségkérő hologramját. Megállítja a császári hajó hulladéktárolójának falait, mielőtt azok összenyomhatnák Luke Skywalkert, Leia Organát, Han Solót és Csubakkát. Sikerül megjavítania Luke pilótagépén a yavini csata közben szerzett sérüléseket.
- Csillagok háborúja V: A Birodalom visszavág: R2 karjai segítségével kinyit egy ajtót, így Leia hercegnőnek, Csubakkának és Landónak sikerül felszállniuk a Millennium Falconra. Pár perccel később megjavítja a Millennium Falcon hiperhajtóművét, így még időben el tudnak menekülni a császári csapatok elől. Emellett összeszereli C-3PO darabokra szedett testét.
- Csillagok háborúja VI: A jedi visszatér: Miközben Jabba ki akarja végezni Luke-ot, Hant, Csubakkát és Landót, R2 ledobja Luke-nak a fénykardját, így a fiúnak sikerül megmentenie a barátait. Az Endoron zajló csatában Leia magához hívja R2-t, hogy a kis droid kinyissa a birodalmi bázis ajtaját, ám ezúttal nem sikerül megmentenie a helyzetet, így hőseinknek ezúttal egyedül kell boldogulniuk.
- Csillagok háborúja IX: Skywalker kora: C3PO memóriáját rendszeresen lementette, így amikor kitörölték azt, sikeresen vissza tudta állítani.